# Brumovice (okres Opava)
Obec Brumovice (německy Braunsdorf, polsky Brumowice) leží v okrese Opava. Má přibližně 1 500 obyvatel a katastrální území obce má rozlohu 2598 ha.
Ve vzdálenosti 8 km severně leží město Krnov, 16 km jihovýchodně statutární město Opava, 19 km západně město Bruntál a 23 km jihovýchodně město Kravaře.

## Členění obce
- Brumovice (k. ú. Brumovice u Opavy)
- Kolná (k. ú. Úblo)
- Pocheň (k. ú. Úblo)
- Pustý Mlýn (k. ú. Brumovice u Opavy)
- Skrochovice (k. ú. Skrochovice)
- Úblo (k. ú. Úblo)

## Historie
První písemná zmínka o obci pochází z roku 1377, kdy došlo k rozdělení Opavského knížectví a Brumovice se stali součástí Krnovského knížectví. Obec byla součástí panství, jejímž majitelem byl Štěpán z Vartnova, který sídlil na nedalekém hradě Vartnov. Po napadení Polska Německem v září 1939 byl ve Skrochovicích zřízen internační tábor pro Poláky z Horního Slezska (Těšínsko a Katovicko). Dřívější obce Brumovice (v tom osady Brumovice a Pustý Mlýn) a Úblo (v tom osady Kolná, Pocheň a Úblo) patřily do roku 1960 do okresu Krnov.

## Pamětihodnosti
- Kostel Narození Panny Marie
- Čtyři kaple a jedna malá kaplička

## Galerie

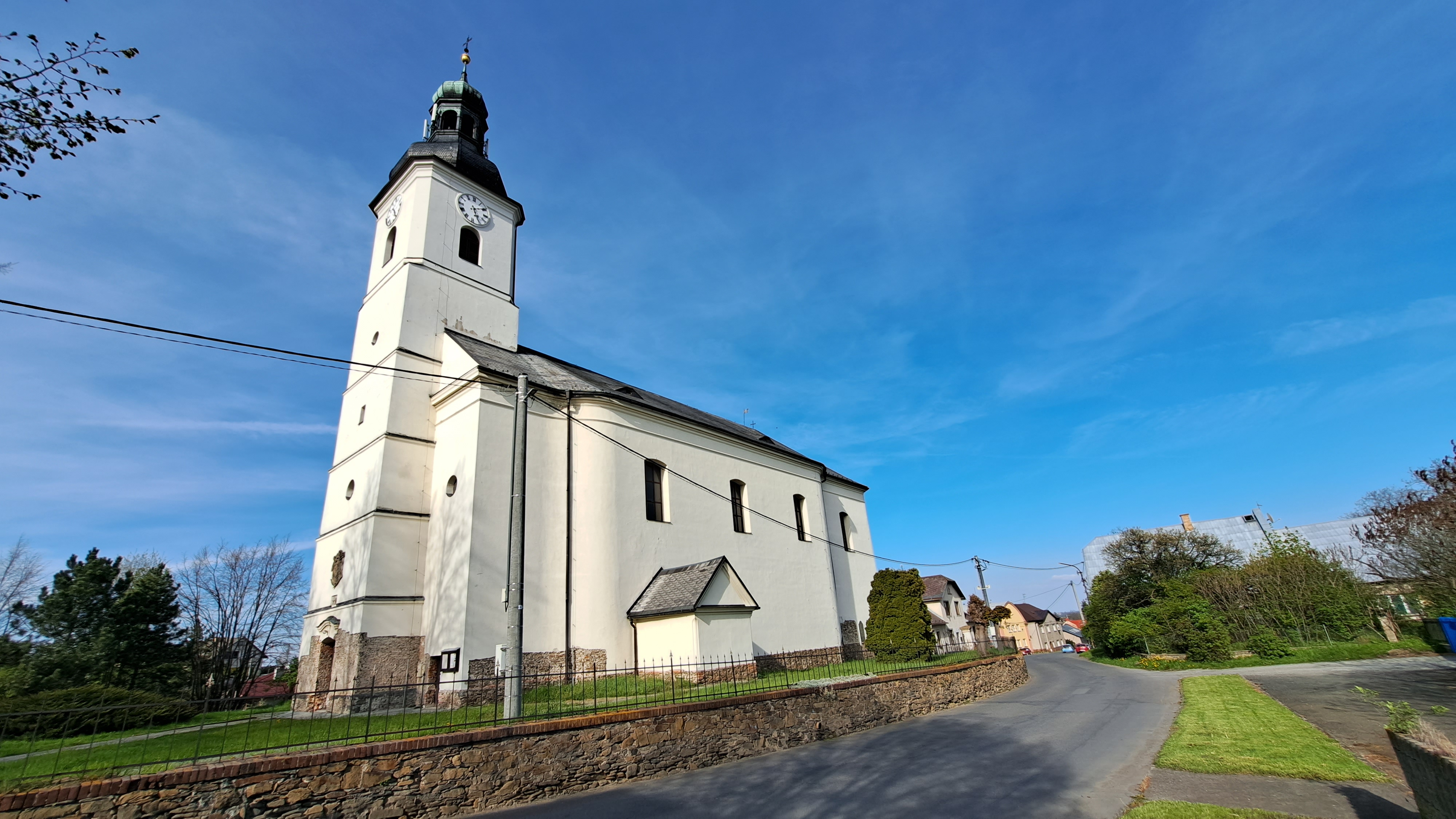
kostel Narození Panny Marie
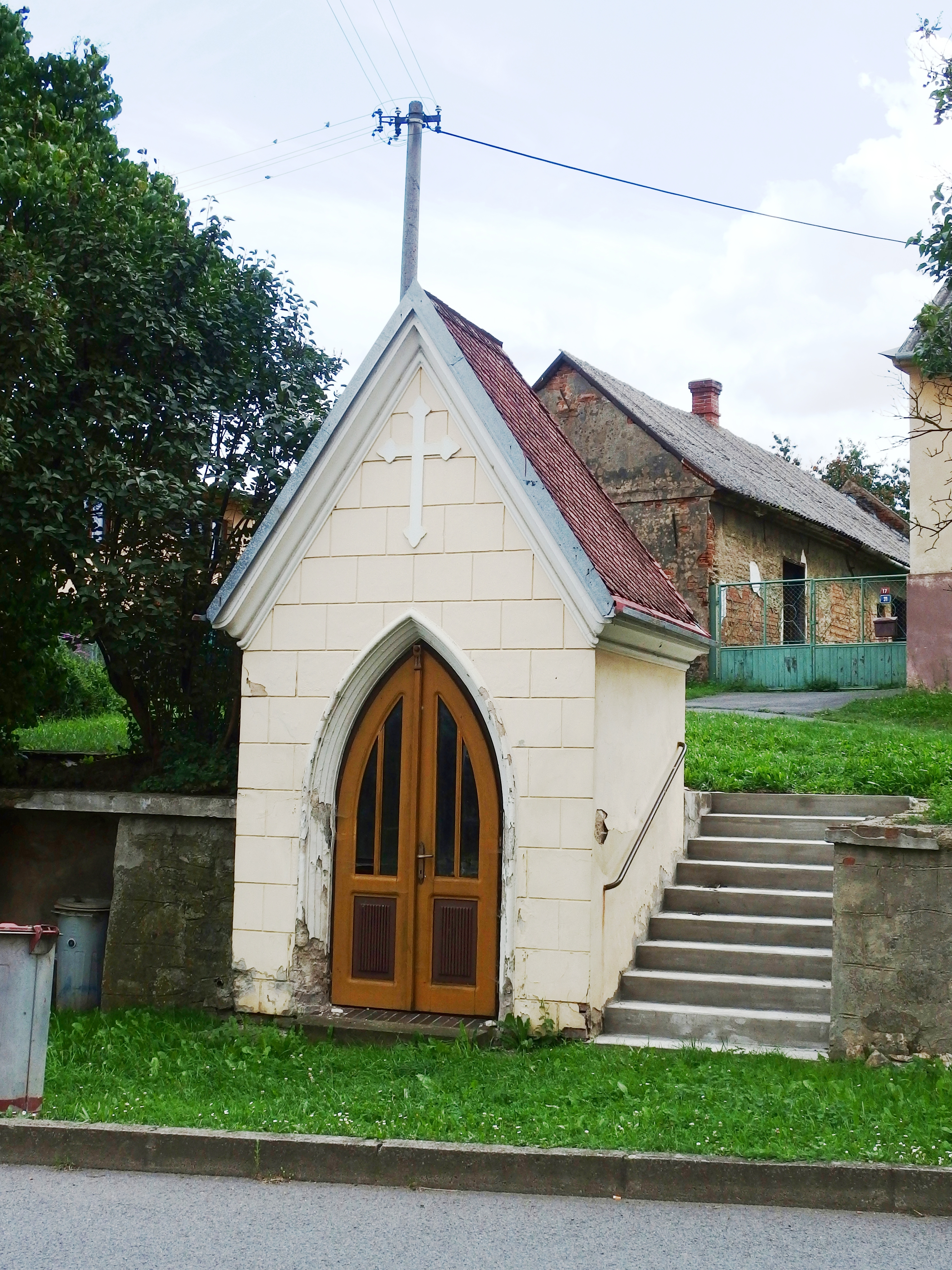
Neogotická kaplička
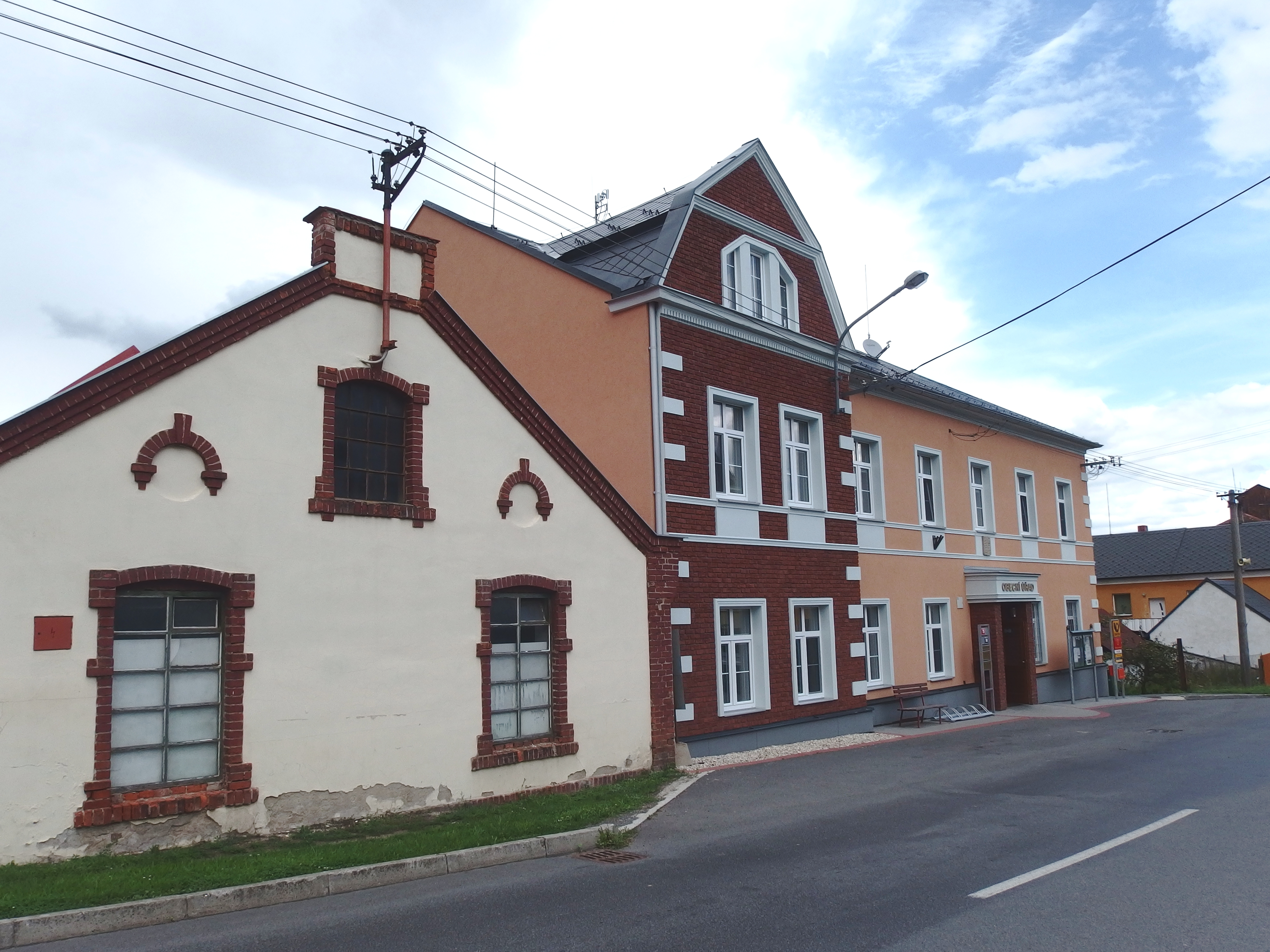
obecní úřad
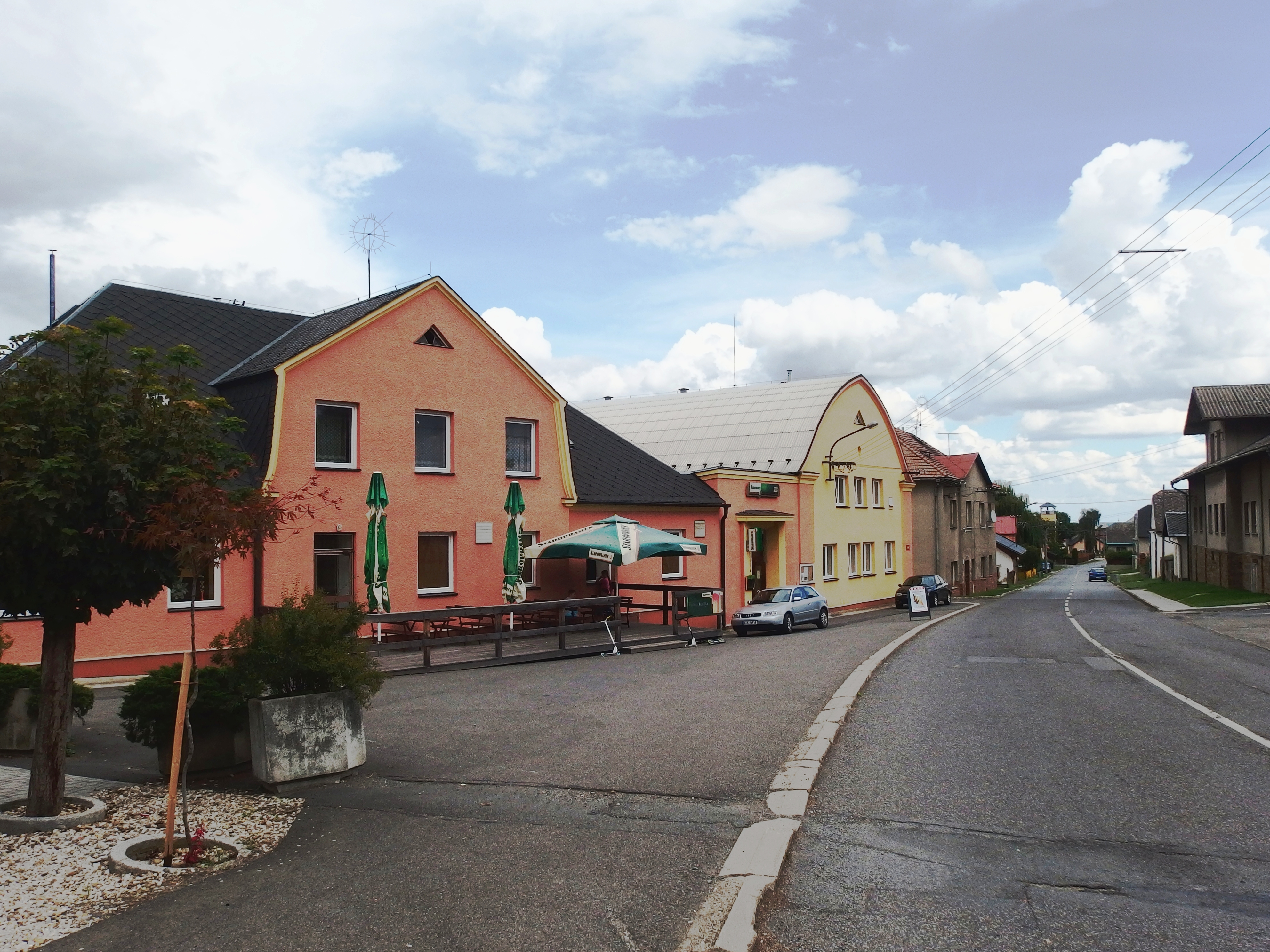
Hostinec Záložna
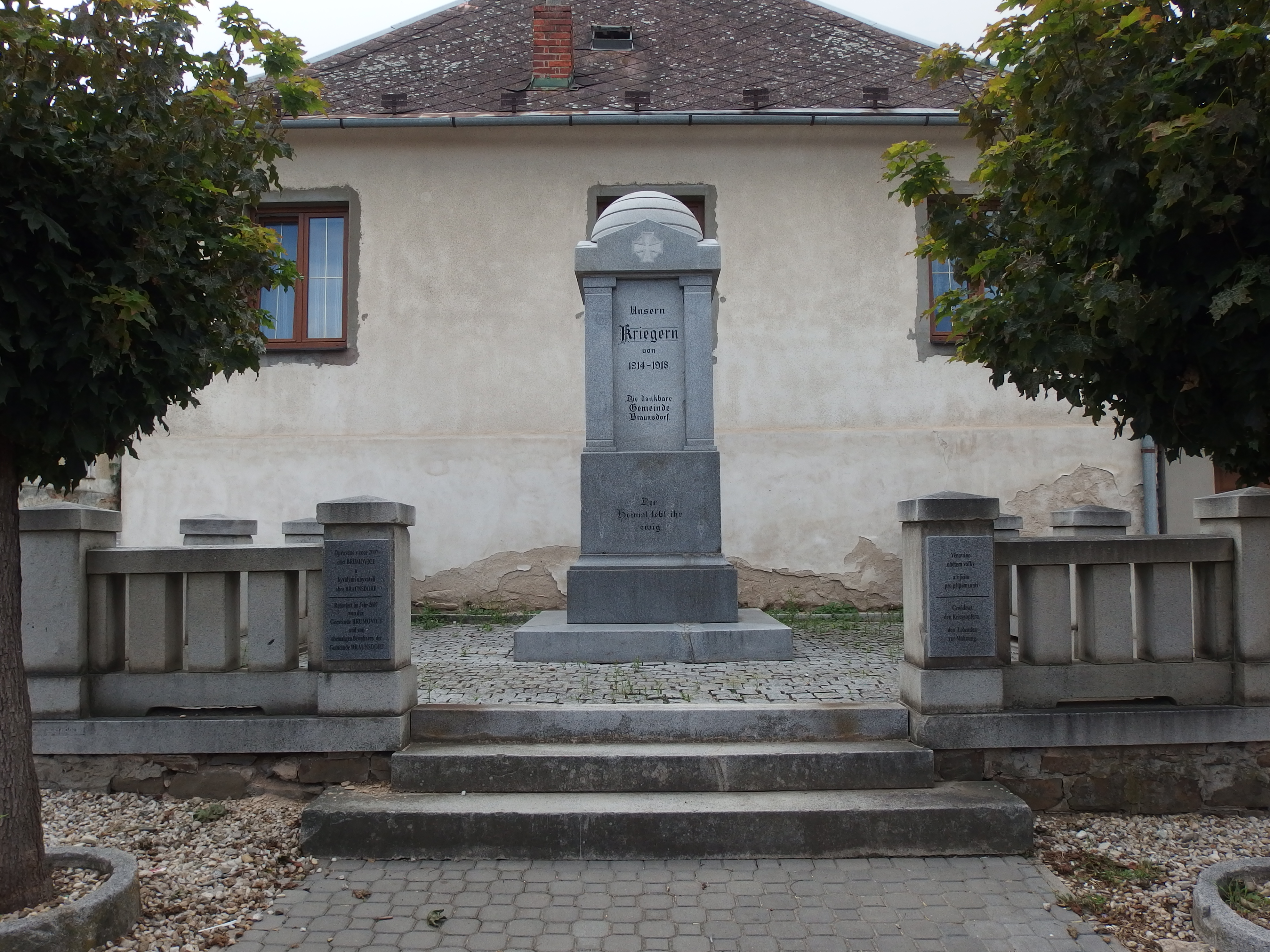
Pomník obětem I. sv. války

## Doprava
V obci se nachází silniční hraniční přechod Skrochovice – Boboluszki do polské vsi Boboluszki.

## Významní rodáci
- Johann Fuchs (1837–1916), rakouský lékař a politik
- Ernst Trull (1861–1918), sudetoněmecký básník a prozaik, narozen v Úblu
- Libor Kozák (* 1989), český fotbalista